# Vladimir Djomin
Vladimir Djomin (Russisch:  Владимир Тимофеевич Дёмин) (Aleskino, 10 maart 1921 - Moskou, 10 oktober 1966) was een voetballer en trainer uit de Sovjet-Unie. Hij was drie keer bondscoach van het nationale elftal.

## Biografie
Hij begon zijn carrière bij Spartak, maar was daar geen vaste waarde. In 1939 won het team wel de titel. Van 1944 tot 1952 speelde hij voor CDKA Moskou, dat later de naam CDSA aannam. Met deze club won hij vijf keer de titel en drie keer de beker. In 1952 werd de club gesloten door Jozef Stalin omdat er een zondebok gezocht werd voor het verlies op de Olympische spelen in Helsinki. Djomin ging voor MVO Moskou spelen en in 1954, bijna aan het einde van zijn carrière keerde hij terug naar CDSA, dat na de dood van Stalin nieuw leven ingeblazen werd.
Hij overleed in 1966 aan tuberculose. 